# SV 03 Tübingen
Maillots
Le SV 03 Tübingen est un club sportif allemand localisé à Tübingen dans le Bade-Wurtemberg.
Outre le football, le club comporte plusieurs autres sections, dont l’athlétisme, le basket-ball, la boxe, le handball, le tennis, le tennis de table,…

## Histoire
Le club fut fondé, le 20 août 1903 sous l’appellation 1. Tübinger Fußballclub.
En 1921, le club fusionna avec le Tübinger Spielgemeinschaft 1905 pour former le SV 03 Tübingen.
Le club resta dans l’anonymat des séries inférieures jusqu’après la Seconde Guerre mondiale. Le cercle fut rapidement reconstitué et accéda à la plus haute série de la zone d'occupation française en 1948.
La saison suivante, le club évolua dans l’Oberliga Südwest, Groupe Süd (équivalent D1). Il y joua deux saisons et se classa à chaque fois au 2e rang, ce qui lui permit de participer au tour final. En 1948-1949, le SV 03 Tübingen s’inclina deux fois au premier tour contre le VfR Wormatia Worms (5-0 et 0-3). En 1949-1950, il fut de nouveau écrasé (6-0), par la même équipe dans le barrage des vice-champions.
Pour la saison 1950-1951, le SV 03 Tübingen fut reversé dans la zone Sud, comme toutes les autres équipes de la partie Sud du Bade-Wurtemberg. Mais le club ne parvint jamais à rejoindre l’Oberliga Süd (équivalent D1), au contraire, il recula en Amateurliga (niveau 4) en 1952 puis en Kreisliga (niveau 5) en 1960.
En 1969, le SV 03 revint au 3e niveau, dans une ligue appelée à l’époque Schwarzwald-Bodenseeliga. La saison suivante, le club joua le tour final pour la montée en Regionalliga Süd, mais se classa troisième.
En 1978, le club ne parvint pas à se placer pour devenir un des fondateurs de la nouvelle Oberliga Bade-Württemberg (créée comme 3e niveau, elle devaient niveau 4 en 1994, puis niveau 5 en 2008).
Le SV 03 Tübingen joua en Verbandsliga (à l’époque niveau 4, de nos jours niveau 6) pendant plusieurs saisons ensuite il recula dans la hiérarchie.

## Stades
- Jusque 1975: Alt-Lindenallee
- depuis Universitätstadion (construit en 1927, il a été entièrement rénové en 2009. Il comporte une piste d’athlétisme en tartan bleu comme l’Olympiastadion de Berlin)